# Ернст Прохашка
Ернст Прохашка (нім. Ernst Prochaska; 7 червня 1917, Меріш-Острау, Австро-Угорщина — 9 серпня 1942, Майкоп, РРФСР) — німецький офіцер, лейтенант резерву вермахту. Кавалер Лицарського хреста Залізного хреста.

## Біографія
Учасник Польської, Французької і Балканської кампаній, а також Німецько-радянської війни. Загинув у бою за міст через Білу, імовірно вбитий радянським снайпером.

## Нагороди
- Медаль «За вислугу років у Вермахті» 4-го класу (4 роки)
- Медаль «У пам'ять 1 жовтня 1938»
- Залізний хрест 2-го і 1-го класу
- Штурмовий піхотний знак в сріблі
- Медаль «За зимову кампанію на Сході 1941/42»
- Відзначений у Вермахтберіхт
- Лицарський хрест Залізного хреста (16 вересня 1942; посмертно) — як командир 8-ї роти 2-го батальйону 800-го навчального полку особливого призначення «Бранденбург».

## Вшанування пам'яті
На мості, де загинув Прохашка, німці встановили пам'ятну табличку з написом «Міст Ернста Прохашки» (Ernst-Prochaska-Brücke).